# Barbula tenuirostris
Barbula tenuirostris är en bladmossart som beskrevs av Bridel 1827. Barbula tenuirostris ingår i släktet neonmossor, och familjen Pottiaceae. Inga underarter finns listade i Catalogue of Life.